# No Surprise
«No Surprise» es una canción de la banda de rock estadounidense Daughtry, lanzado el 6 de mayo de 2009 como el primer sencillo de su segundo álbum de estudio Leave This Town (2009). La banda debutó con la canción en American Idol esa noche. Chris Daughtry escribió la canción con Chad Kroeger, Joey Moi, Eric Dill y Rune Westberg, mientras que Howard Benson se encargó de la producción.
Es una balada de rock alternativo con influencias de pop rock, hard rock y post-grunge, "No Surprise" utiliza voces en capas y guitarras distorsionadas para crear un sonido de rock amigable con la radio que ha sido comparado con la banda Nickelback de Kroeger. Su letra retrata una ruptura agridulce entre amantes que ha tardado en llegar.
La canción fue un éxito comercial en los Estados Unidos, alcanzando una posición máxima de 15 en el Billboard Hot 100 y convirtiéndose en el cuarto número uno del grupo en la lista de reproducción de canciones para adultos de la revista. También se ubicó bien a nivel internacional, alcanzando el número 13 en el Canadian Hot 100 y siendo certificado Gold por Music Canada, además de alcanzar las primeras 40 posiciones en Australia, Japón, Nueva Zelanda y Suecia.

## Composición
Líricamente, la canción detalla el final de una relación enfermiza y ha sido descrita como "himno". El narrador parece tener sentimientos encontrados sobre la ruptura, con el coro alternando entre la reflexión sentimental ("tú y yo seremos un acto difícil de seguir") y el alivio ("No es de extrañar que no estaré aquí mañana / No puedo creo que me quedé hasta hoy").

## Video musical
El video fue dirigido por Nathan Cox y se estrenó el 3 de junio de 2009. Sigue la historia de una pareja que vive junta pero que lucha para llegar a fin de mes. Comienza con el hombre que intenta inscribirse para un trabajo en la minería, pero falla después de que el capataz le dice que no hay puestos de trabajo disponibles. Mientras tanto, la niña trabaja en un restaurante y su irritable jefe la está desanimando. Más tarde, accidentalmente derrama refresco sobre una clienta después de que otro hombre la chocara con ella. El jefe le grita y ella sale furiosa, tirando su delantal al suelo.
La siguiente toma de la cámara es en la casa de la pareja cuando su vecino se va para un concierto musical. Ambos discuten sobre la ejecución hipotecaria de su casa. El segmento final comienza a la mañana siguiente cuando el hombre se despierta y se va. La niña se despierta y no puede encontrarlo. El video concluye con la chica mirando por la ciudad (alternando tomas entre la banda y ella corriendo por la ciudad y chocando con un chico) y luego, finalmente, sentándose en el suelo, apoyada contra una gran roca preguntándose qué pasará después y la cámara hace una panorámica. y el espectador puede ver que la pareja está sentada en lados opuestos de la gran roca. Además, se ve a Chris y su banda actuando en el área minera, y se ve a Chris con su guitarra en algunas tomas de actuación en solitario mientras está parado en el borde de un brazo de montacargas tanto en escenas diurnas como nocturnas.

## Lista de canciones
| Descarga digital (Canada) |               |          |  |
| N.º                       | Título        | Duración |  |
| 1.                        | «No Surprise» | 4:09     |  |
| 2.                        | «Back Again»  | 3:38     |  |

| Descarga digital (Internacional) |               |          |  |
| N.º                              | Título        | Duración |  |
| 1.                               | «No Surprise» | 4:09     |  |

## Posicionamiento en lista
| Lista (2009–10)                       | Mejor posición |
| ------------------------------------- | -------------- |
| Alemania (Offizielle Deutsche Charts) | 62             |
| Australia (ARIA)                      | 34             |
| Austria (Ö3 Austria Top 40)           | 45             |
| Canadá (Canadian Hot 100)             | 13             |
| Japan (Japan Hot 100)                 | 22             |
| Nueva Zelanda (Recorded Music NZ)     | 22             |
| Suecia (Sverigetopplistan)            | 35             |
| Estados Unidos (Billboard Hot 100)    | 15             |
| Estados Unidos (Adult Contemporary)   | 4              |
| Estados Unidos (Adult Top 40)         | 1              |
| Estados Unidos (Mainstream Top 40)    | 9              |